# Zari Tomaz y Zari Tarazi
Zari Tomaz y Zari Tarazi son personajes ficticios interpretados por Tala Ashe en la franquicia Arrowverse de The CW, principalmente en la serie de televisión Legends of Tomorrow . Ambos personajes se inspiraron libremente en los personajes de historietas Andrea Thomas y Adrianna Tomaz, quienes usan la apodo de Isis. Zari fue creado por Phil Klemmer y Marc Guggenheim, y la encarnación de Tomaz se presentó en el episodio "Zari" de la tercera temporada de la serie. La encarnación Tarazi del personaje aparece por primera vez en el episodio de la quinta temporada "Kiss me, Miss me, Love me". Ella es una hacktivista de un 2042 distópico y se une a Legends of Tomorrow, que viaja en el tiempo, ayudándolos en sus numerosas aventuras durante la cuarta temporada . Debido a los eventos del final de la cuarta temporada, "Hey, World!" La historia de Tomaz se altera de alguna manera, ya que nunca llega a expirar el futuro distópico. Después de que aparentemente se borra de la realidad, una nueva versión alternativa de la línea de tiempo de Zari presentada en la quinta temporada, Tarazi, es en cambio una socialité e influyente en las redes sociales antes de unirse a las Leyendas. La razón del cambio de personaje es por una razón en el universo en lugar de una razón comercial,  ie. (Matt Ryan: John Constantine a Gwyn Davies)

## Biografías de personajes ficticios

### Zari Tomaz
Zari Tomaz se presenta en la tercera temporada del programa como un hacktivista musulmán que vive en Seattle, Washington, Estados Unidos en el año 2042. La ciudad de Seattle (que está siendo gobernada por un A.R.G.U.S. fascista) ha prohibido tanto a los metahumanos como a la religión. Zari es buscado por múltiples delitos, incluida la práctica de la religión. Las Leyendas del mañana que viajan en el tiempo llegan en 2042 a través de Waverider, luego encuentran a Tomaz, quien exige ayuda para rescatar a su hermano Behrad de un A.R.G.U.S. sitio negro. Las Leyendas aceptan las demandas de Zari y Tomaz recupera el amuleto místico de su hermano del sitio y luego admite haber engañado a las Leyendas antes de volar usando el amuleto. Ray Palmer (The Atom) persigue a Tomaz hasta un lugar donde se reuniría su familia. Cuando Tomaz llega al lugar, lo encuentra destruido y descubre que su familia no está allí. Ella le confiesa a Ray que su hermano fue asesinado por ARGUS, quien luego tomó el amuleto de Behrad. La conversación de Ray y Tomaz es interrumpida por el asesino Kuasa que ataca a Tomaz, pero se retira cuando intervienen las Leyendas. Luego, Mick Rory (Heatwave) y Amaya Jiwe (Vixen) la convencen para unirse a las Leyendas, en lugar de permanecer huyendo de A.R.G.U.S.. Después de que Tomaz acepta su oferta, Amaya explica que el amuleto de Tomaz es en realidad un tótem, similar al suyo. Tomaz intenta piratear el sistema de IA Gideon ' Waverider para encontrar una forma de evitar que su hogar sea destruido en el futuro, pero falla. Gideon luego le dice a Tomaz que no puede hacerlo sin las Leyendas. Sara Lance le asegura a Tomaz que podría ser posible salvar a su hermano. Para matar al demonio Mallus, seis tomates deben usar los tomos al unísono para derribarlo. Zari Tomaz, Sara Lance, Mick Rory, Amaya Jiwe, Nate Heywood y Wally West usan sus tótems para crear un Beebo agrandado y logran matar a Mallus.
En la cuarta temporada del programa, Tomaz continúa operando como miembro de Legends. El grupo ha cambiado su enfoque hacia la recuperación de criaturas mágicas llamadas "fugitivos", que han sido liberadas a lo largo del tiempo. Ella y el resto de las Leyendas reclutan a uno de estos fugitivos para el equipo. El fugitivo en cuestión es un cambiaformas llamado Charlie. Después de que Tomaz es contratado por Time Bureau, ella investiga al padre de Nate, Hank, y sospecha que está malversando fondos de la Oficina para experimentar con fugitivos. Tomaz luego se da cuenta de su amor por Nate, mientras que Nate descubre que su padre recientemente asesinado, contrariamente a la creencia de Tomaz, no torturaba a los fugitivos sino que los entrenaba para un parque temático propuesto. Sara envía a Tomaz y Nate en una misión a 1933, principalmente para involucrarse románticamente. La misión termina con Tomaz y Nate admitiendo su amor mutuo y la adquisición de un huevo de dragón. Mientras Tomaz y Charlie se infiltran en la Oficina para salvar a los fugitivos de los que Neron planea abusar, el huevo, dejado accidentalmente en la casa de la infancia de Tomaz, eclosiona en posesión del joven Tomaz. La dragón hace popular al joven Tomaz, lo que inspira a las Leyendas a abrir el parque propuesto por Hank para estropear los planes de Neron de pintar a todas las criaturas mágicas como monstruos. Después de la derrota de Neron, al enseñar tolerancia, las Leyendas evitan el distópico 2042, creando una nueva línea de tiempo donde el hermano de Tomaz, Behrad Tarazi, nunca fue asesinado y Tomaz nunca adquirió su tótem, lo que resultó en que Behrad se convirtiera en parte de las Leyendas en lugar de ella.
En la quinta temporada, se revela que, mientras vive en el tótem aéreo del mundo entre mundos, no puede coexistir con su contraparte de la línea de tiempo actual durante un período prolongado de tiempo, ya que Behrad, ahora con vida, morirá como resultado. de su línea de tiempo sangrando en la actual. En la sexta temporada, se entera de que puede cambiar de lugar con su contraparte dentro del tótem aéreo, lo que le permite volver a unirse a las Leyendas a tiempo parcial. Al final de la séptima temporada, se retira de Legends después de que derrotaron con éxito a Evil Gideon y salvaron la vida de Alun Thomas. Su amante Nate Heywood se mudó al mundo entre mundos en el tótem aéreo con ella para mantener su relación.

### Zari Tarazi
En la quinta temporada, Nate descubre que Tomaz, antes de ser borrado de la línea de tiempo, filmó un video a prueba de fallas que se reproduciría para él si ella alguna vez desapareciera. En el video, Tomaz le pide que la encuentre. Nate se encuentra con la versión de Zari de la nueva línea de tiempo, que es radicalmente diferente; ella es Zari Tarazi, una socialité e influencer de las redes sociales . Ella se da cuenta de que Behrad ha estado viajando en el tiempo sin el conocimiento de sus padres, y antes de que pueda exponerlo, él la transporta a la Waverider .  Tarazi escapa después de recordar brevemente sus habilidades de piratería de la antigua línea de tiempo y luego es atacada por la asesina en serie Kathy Meyers, pero la combate con spray antes de que Behrad derribe a Kathy. Mientras ve por qué Behrad tiene el tótem familiar, Tarazi finalmente decide quedarse con él y las Leyendas por un tiempo.  Más tarde se hace amiga de la miembro del equipo Ava Sharpe y comienza a recordar más de sus recuerdos de la antigua línea de tiempo.  Tarazi busca respuestas sobre por qué está experimentando recuerdos de la antigua línea de tiempo. En algún momento encuentra a Tomaz en el tótem del aire y hablan sobre sus diferentes vidas; reconciliando sus diferencias y otorgando a Tarazi el control del tótem una vez más. Después de que Behrad es asesinado por Atropos, Tarazi decide quedarse con John Constantine hasta que consigan todas las piezas del Telar del Destino para resucitarlo.
Mientras Constantine intenta usar la energía de todos para invocar la última pieza del Telar, un anillo, él y Tarazi accidentalmente terminan en 1918 cuando la casa de Constantine era una pensión. Tarazi y Constantine se registran y encuentran varios Encores (almas restauradas a la vida) enviados a Lachesis que buscan el mismo anillo. Tarazi y Constantine destruyen los Encores, encuentran el anillo y regresan al presente. Después de que las Leyendas adquieren el Cáliz de Dionisio, que hará inmortal a un bebedor por un día y les permitirá ayudar a Charlie a usar el Telar, todos menos Tarazi lo hacen, permitiéndoles finalmente usar el Telar. Tarazi también comienza una relación con Constantine; sin embargo, Atropos y Lachesis obtienen todas las piezas del Telar y las usan para reescribir la realidad, causando que Tarazi, un Behrad resucitado y las Leyendas queden atrapados en varios programas de televisión. Tomaz emerge del tótem de aire y posee el cuerpo de Tarazi. Después de que las Leyendas logran escapar de sus espectáculos, Charlie divide a Zari entre su yo Tarazi y su yo Tomaz para obtener el control de las Leyendas, pero fue en vano. Tras la derrota de Atropos y Lachesis, Tomaz se da cuenta de que su existencia es una perturbación temporal que pone en peligro a Behrad; su línea de tiempo donde muere, y la línea de tiempo de Tarazi donde vive luchan por el control de la vida de Behrad, por lo que regresa al tótem del viento para salvarlo.
En la sexta temporada, Tarazi le pregunta a Behrad si puede usar el Air Totem, pero Behrad afirma que el tótem lo eligió a él. Luego, Tomaz divide el tótem en dos para que tanto Behrad como Tarazi puedan usarlos. Posteriormente, Tarazi se entera de que Tomaz puede existir sin peligro de ser borrado si Tarazi entra en el tótem. Los dos pueden intercambiar lugares de manera segura, lo que le permite a Tomaz reanudar su relación con Nate. Tarazi regresa más tarde y lucha con su relación con Constantine cuando él se vuelve adicto a la magia oscura. Aunque Bishop mata a Constantine, hace un trato con un demonio para regresar a la Tierra, donde le da a Tarazi una llave y decide seguir su camino solo, lejos de ella.
En la séptima temporada, después de quedar varado en 1925 con el resto de las Leyendas, Tarazi les ayuda a encontrar a Gwyn Davies, el fundador de los viajes en el tiempo y regresar a casa. Durante este tiempo, se entera de que la llave que le dio Constantine le da acceso a su dimensión de bolsillo en el infierno, que tiene la forma de su mansión, y pasa un tiempo allí superando su ruptura. Después de cambiar brevemente de lugar con Tomaz, se entera de que están siendo perseguidos por una versión malvada de Gideon. Con la ayuda de Eobard Thawne, las Leyendas derrotan a Evil Gideon y recuperan la Waverider. Después de un breve retiro y una tregua con el malvado Gideon, ayuda a Gwyn a salvar la vida de su amante Alun Thomas con las Leyendas, alterando un punto fijo en el tiempo. Cuando Nate elige dejar el equipo, ella le da su tótem de aire, lo que le permite mudarse al mundo entre mundos en el tótem de aire y permitir que tanto él como su contraparte se retiren de las Leyendas. Cuando regresa a la Waverider, la Policía del Tiempo la arresta junto con su equipo por romper la línea de tiempo.

## Desarrollo
En junio de 2017, Tala Ashe se unió a la tercera temporada de Legends of Tomorrow como Zari Tomaz, inicialmente descrita como una "mujer musulmana estadounidense del año 2030 [sic]   que vive en un mundo de contradicciones [. . . ] El miedo, los prejuicios y la falta de cuidado por la planeta han obligado a Zari a convertirse en una "hacktivista de sombrero gris". Vive una doble vida y no se da cuenta de que tiene poderes secretos y latentes derivados de una antigua fuente mística". El personaje se inspiró libremente en dos personajes que usaban el apodo de Isis : Andrea Thomas de la serie de televisión The Secrets of Isis y el personaje de DC Comics Adrianna Tomaz, una reelaboración de Thomas. Zari fue creado por Phil Klemmer y Marc Guggenheim, quienes dijeron que era "muy importante para mí que se reflejaran ciertos elementos de [ Los secretos de Isis ]". Guggenheim explicó que parte de la motivación para agregar a Zari a la serie fue la "clima político" en Estados Unidos tras las elecciones de 2016 . Dijo que otra razón fue que su cuñada, musulmana, le dijo una vez sobre "lo difícil que es ser un musulmán-estadounidense en la clima político actual". Gracelyn Awad Rinke interpreta a una Zari más joven.
5Los productores decidieron no darle a Zari el apodo de Isis debido a que suena como una organización militante ISIS ;  en cambio, el personaje recibe el sobrenombre de Z, y un disfraz de Halloween que usa en el episodio " Phone Home " se inspiró en el disfraz de superhéroe que usa Thomas en Los secretos de Isis . Su disfraz de superhéroe real, presentado durante los evento de " Crisis on Earth-X ", tiene un esquema de color amarillo y dorado. Zari fue la personaje central del episodio de la botella " Here I Go Again ". Ashe describió la relación inicial de Zari con Gideon como antagónica porque "Zari se ha metido antes con su sistema operativo, como hacker", y agregó que respeta a Sara como la capitana ' la Waverider y tiene una "amistad muy dulce" con Amaya, a pesar de que ambos habiendo "vivido cien años de diferencia". El episodio de la cuarta temporada " Seance and Sensibility " explora el lado romántico de Zari, y Ashe explica: "Dado su pasado tumultuoso y que siempre estuvo luchando esencialmente por su vida y la de su familia, el amor estaba en un segundo plano. Así que vamos a verla comenzar a lidiar con eso de una manera muy grande". Al igual que "Here I Go Again", también se escribió como un episodio centrado en Zari, y Klemmer dijo que esto se hizo porque "ella es un hueso duro de roer [. . . ] No es como [una] heroína de Jane Austen, pero se define por lo cerca que guarda sus sentimientos". 
La quinta temporada de Legends of Tomorrow presenta una versión diferente de Zari, una persona influyente en las redes sociales cuyo apellido es Tarazi.  Klemmer la comparó con la familia Kardashian por cómo dirige su "gigante imperio mediático y su marca personal", mientras que su "hermano ha estado salvando el mundo en secreto [...] todo lo que Zari 1.0 quería era que su hermano no muriera y sus padres no mueran y su futuro no sea este lugar terrible e intolerante, y ella tuvo éxito en todas esas cosas, pero a pesar de todas las cosas que arregló, su relación no es tan buena como lo es entre muchos hermanos. Era como una estrella infantil, efectivamente, y Behrad tuvo que vivir bajo su sombra".  Ashe dijo más tarde: "Pasé un tiempo desarrollando Zari 1.0 y realmente sentí que había recorrido un largo camino y había abierto su corazón al final de la temporada anterior, y luego perderla creo que fue difícil para los fans [. . . ] A pesar de que estaba emocionado, como actor, por el desafío de interpretar una versión tan diferente del personaje, siento que me resistí por un tiempo [. . . ] Siento que me tomó un minuto encontrar, aceptar, vincularse y someterme a esta nueva realidad y al nuevo Zari". 

## Destrezas y habilidades
Zari Tomaz es una hábil hacker informática. Ella misma no posee superpoderes, sin embargo, mientras está en posesión de su amuleto, obtiene el "poder de explotar y manipular el viento" Zari Tarazi ocasionalmente puede obtener habilidades de piratería de sus contrapartes al recordar los recuerdos de Tomaz. 